# Erik Husted
Erik Husted, född 3 januari 1900 i Helsingör, död 10 juli 1988 i Köpenhamn, var en dansk landhockeyspelare.
Husted blev olympisk silvermedaljör i landhockey vid sommarspelen 1920 i Antwerpen.